# Первомайская волость (Гдовский район)

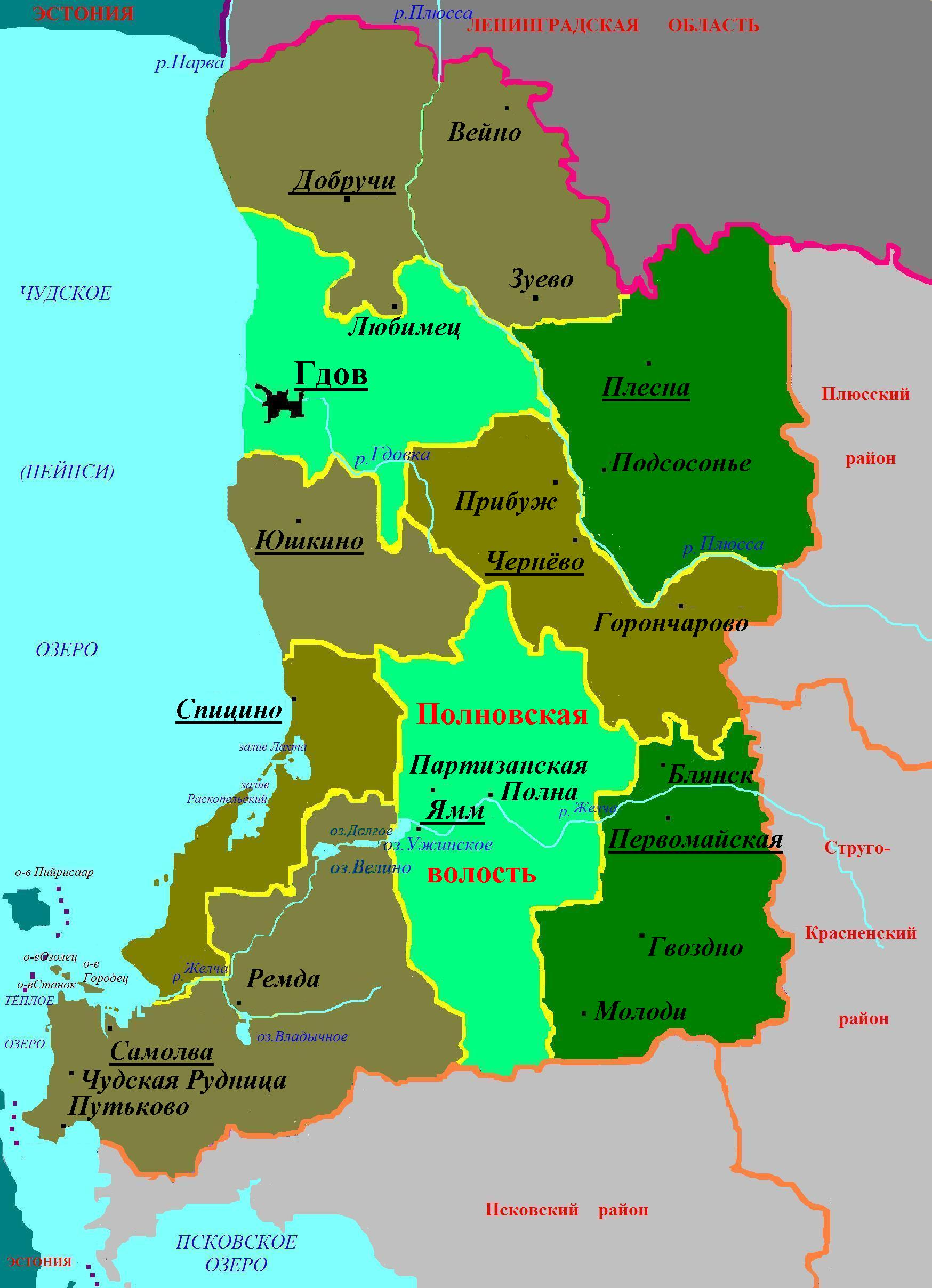
Административное деление Гдовского района в 2006—2015 годах

Первомайская волость — упразднённое муниципальное образование со статусом сельского поселения и административно-территориальная единица 3-го уровня в Гдовском районе Псковской области России.
Административный центр — деревня Первомайская.

## География
Территория волости граничила на севере с Чернёвской волостью, на западе — с Полновской волостью Гдовского района, на востоке — со  Струго-Красненским районом, на юге — с Псковским районом.
На территории волости располагались озёра: Забельское (1,3 км², глубиной до 5,4 м), Надозерье или Надозерское (0,7 км², глубиной до 2,8 м) и др.

## Население
| 2002 | 2010 | 2012 | 2013 | 2014 | 2015 |
| ---- | ---- | ---- | ---- | ---- | ---- |
| 534  | ↘364 | ↘354 | ↗357 | ↘352 | ↘345 |

## Населённые пункты
В состав Первомайской волости входило 29 деревень: Безьва, Блянск, Волошно, Выселок Жуковский, Гвоздно, Горско-Рогово, Дуброшкино, Елешно, Жеребятино, Заборовка, Замежничье, Затобинье, Кузнецово, Лесная, Марьино, Молоди, Надозерье, Новая Зубовщина, Новое Загорье, Носовка, Пантелеево, Первомайская, Пустошь, Родня, Сорокино, Старая Зубовщина, Старое Загорье, Тереб, Федово.

## История
До 1927 года территория поселения входила в состав Гдовского уезда Санкт-Петербургской (Петроградской) губернии. В 1927 году она вошла в Полновский район Ленинградской области в виде ряда сельсоветов (Горско-Роговского, Елешинского, Теребского, Марьинского). В 1928 году Теребский сельсовет был переименован в Наумовщинский сельсовет, а Марьинский сельсовет был включён в Горско-Роговский сельсовет.
Указом Президиума Верховного Совета РСФСР от 16 июня 1954 года в Гвоздненский сельсовет были объединены Горско-Роговский, Елешинский и Наумовщинский сельсоветы.
Указом Президиума Верховного Совета РСФСР от 14 января 1958 года Полновский район был упразднён, а входившие в его состав сельсоветы (в том числе Гвоздненский) были включены в Гдовский район.
Решением Псковского облисполкома от 24 декабря 1959 года в Гвоздненский сельсовет была включена часть упразднённого Горского сельсовета.
Решением Псковского облисполкома от 28 сентября 1965 года в связи с переносом административного центра из деревни Гвоздно в деревню Первомайская Гвоздненский сельсовет был переименован в Первомайский сельсовет.
Постановлением Псковского областного Собрания депутатов от 26 января 1995 года все сельсоветы в Псковской области были переименованы в волости, в том числе Первомайский сельсовет был превращён в Первомайскую волость.
Законом Псковской области от 28 февраля 2005 года в границах волости было образовано также муниципальное образование Первомайская волость со статусом сельского поселения с 1 января 2006 года в составе муниципального образования Гдовский район со статусом муниципального района.
Законом Псковской области от 30 марта 2015 года Первомайская волость была упразднена и включена с 11 апреля 2015 года в состав Полновской волости.